# 北林谷栄
北林 谷栄（きたばやし たにえ、1911年〈明治44年〉5月21日 - 2010年〈平成22年〉4月27日）は、日本の女優・声優。本名は安藤 令子 / 蓮以子（あんどう れいこ）。長男は画家の河原朝生。
劇団民藝の創設に参加し、30代から老け役を演じてきた「日本一のおばあちゃん女優」で、老け役の代表格であった。

## 来歴・人物

### 生い立ち
1911年（明治44年）、東京市京橋区竹川町（現在の東京都中央区銀座）の洋酒問屋「大野屋」に生まれる。父方の祖母の手で育てられる。「れいこ」と名付けたのも、「蓮以子」という漢字をあてたのもこの祖母とのこと。北林はこの祖母を終世愛し、強い影響を受けた。
幼いころから家族に連れられて寄席、芝居、映画に親しみ、家にあった円本全集等、多種多様な大人向けの本を読みふける。1920年（大正9年）、第一次世界大戦の戦後恐慌の折に銀座の店舗兼自宅は取引先の銀行に取られ、木挽町に転居した。1923年（大正12年）、小学6年生のとき、関東大震災では実家は焼けて火事の中を逃げまどい、虐殺された朝鮮人の遺体を見て強い衝撃を受ける。被災後、実家はさらに傾いていく。1929年（昭和4年）、山脇高等女学校を卒業した。

### 女優として
築地座の舞台を見て演劇に惹かれ、新劇女優を志し1931年に創作座の研究生となる。1935年に初舞台の「温室村」で主役を務める。
1936年、新協劇団へ入団し築地小劇場の『どん底』ナスチャ役（ルカ役は滝沢修、ペペル役は宇野重吉、錠前屋役は小沢栄太郎）で同劇団での初舞台を踏み注目を集める。久保栄を「お師匠さま」と仰ぎ、以前から知り合いであった宇野重吉や、信欣三と3人でサークル「文殊会」を組む。1940年、左翼的とみなされた同劇団は国策により強制的に解散させられた。戦時下の1942年、北林は宇野、信らとともに移動劇団・瑞穂劇団（大政翼賛会傘下の日本移動演劇連盟に加盟）を結成し、各地を巡演した。この時期に『左義長まつり』（とんどまつり、久保田万太郎演出）で、宇野の強い押しで初めて老女役を演じる。戦時中は「帝大新聞」の編集や少女雑誌の記者としても働いていた。
北林谷栄の芸名は20歳の頃に長野県を旅した時に、林、谷川の美しさに感動してつけたという。
1945年に画家の河原冬蔵と結婚し1男1女を儲けたが、北林が仕事で地方に出かけている最中に幼い娘が火傷で不慮の死を遂げ、夫とは後に離婚している。
1947年、宇野や滝沢らと民衆芸術劇場を設立した。1950年には劇団民藝創立に加わり、以後幹部女優として『かもめ』、『泰山木の木の下で』など多くの舞台に出演した。
映画デビューは1937年公開の成瀬巳喜男監督の『禍福』だった。黒澤明監督の『醜聞』では志村喬演じる老弁護士の妻を演じた。その後『原爆の子』などで個性的な老婆を演じ評価を高めていった。1956年、市川崑監督の『ビルマの竪琴』には、物売りの老婆役で出演し民衆のたくましさ、豊饒さを演じた。1985年に同監督でリメイクされた『ビルマの竪琴』でも同役で出演している。1959年の『キクとイサム』では混血児の孫を育てる祖母を演じ、第10回ブルーリボン賞主演女優賞を受賞した。そのほか今村昌平監督作『にあんちゃん』、『にっぽん昆虫記』、市川崑監督作『鍵』、今井正監督作『喜劇 にっぽんのお婆あちゃん』、岡本喜八監督作『肉弾』など数多くの名作・話題作に立て続けに出演した。山本薩夫監督の『華麗なる一族』では、他作品でのおしゃべりな印象の演技とは異なり、出番も少なく、台詞は「あっ、そう」の一言ぐらいと笑い声だけという佐橋総理夫人を演じた。
『銀座わが町』（1973年）や『鬼平犯科帳』第1シーズン第13話「笹やのお熊」（1989年）では、本人の生まれ同様の口跡爽やかな江戸っ子も演じた。
1975年には大泥棒ホッツエンプロッツを元にした『お尋ね者ホッツェンプロッツ』を作・演出している。1978年、紫綬褒章を受章した。1980年、半年間ロンドンに留学し、演劇を勉強した。
声優としてはベティ・デイヴィスやヘレン・ヘイズの吹き替えを担当した。また、ディズニー・アニメの日本語版（旧版）では、女王、マレフィセント、トレメイン夫人といった悪役を切れ味鋭く演じた。1988年に公開された宮崎駿監督の『となりのトトロ』では、大垣勘太（カンタ）のおばあちゃん役を担当し、幅広い世代に名前を知られることとなった。
1989年7月19日にドラマ撮影のため滞在していたアメリカ・オレゴン州で脳動脈瘤破裂で倒れ、一時は生死すら危ぶまれたが大手術とリハビリが功を奏し、翌1990年に舞台で復帰した。1991年公開の映画『大誘拐 RAINBOW KIDS』で可愛らしくも転んでもタダでは起きない強かで得体の知れない老ヒロイン ・柳川とし子刀自を演じ、映画もヒットし、日本アカデミー賞・最優秀主演女優賞を受賞するなど各映画賞を総なめにするなど、健在振りを示した。
2002年公開の『阿弥陀堂だより』では、既に脚が悪くなり、歩行も覚束ない状態であったが、主演を務めたのが劇団民芸創設時からの盟友であった宇野重吉の息子・寺尾聰であることから出演を快諾し、阿弥陀堂を守る老女を演じ、日本アカデミー賞・最優秀助演女優賞を受賞した。
2003年4月11日から13日まで世田谷パブリックシアターで催された舞台「北林谷栄の世界『蓮以子 93になった』」が公の場に出た最後となった。以後も出演交渉はあったがすべて断り、静かに余生を送った。
2010年4月27日午後8時40分、肺炎のため東京都世田谷区の病院で死去した。満98歳没（享年100）。北林の訃報に劇団民藝の後輩である奈良岡朋子、大滝秀治が哀悼のコメントを発表した。
没時、北林は日本の演劇人の中で長岡輝子に次ぐ高齢者であった。

### 老け役について
若い頃から老け役が多く、30代後半で、既に「老女役は北林」と評され、日本を代表するおばあちゃん役者として知られた（元々1930年代の頃の映画界や演劇界での年寄り役は、重要な役どころは少なく、どちらかというと物語の都合上、辻褄合わせに登場する機会が多かったとされる）。年寄り役は台本での書かれ方も役者の年寄りの演技もお粗末なものだったため、北林曰く「当時の女優たちにとっておばあさん役は貧乏くじを引くようなものだった」。加えて「おばあさん役は美人な女優にはオファーされることが少なく、大抵はブスな人が演じていた」とのこと。
このことに不満を持っていた北林は、しょっちゅう宇野に「年寄り役の人物描写をもっと掘り下げるべき」などと述べていた。すると、ある日、宇野から先述の『左義長まつり』で重要な位置づけのおばあさん役を依頼されて出演すると、当時30代だった北林にとって初めての老け役となった。「依頼してくれた宇野に絶対に恥をかかせまい」という一心で懸命に演じると、このおばあさん役が好評を得たという。
これをきっかけに多くの作品で老女役を依頼されるようになり、特に映画・テレビ共に、田舎の農村・漁村・山村で生活するおばあさんを演ずることが多かった。衣装は自前であった。盛岡の朝市のおばさんの着物や朝鮮人のおばあさんの古着など、「生活の苦汁」がしみ込み「生活の垢」がついたキモノを集めて愛蔵し、さまざまな役に応じて着なしていた。地方公演の際、農家に案山子の服がほしいと頼んだこともある。また映画『キクとイサム』では、役作りのため前歯を抜いたという。また役作りについても、映画『ビルマの竪琴』のリメイク版にオリジナル版と同じ物売りの老婆役で出演した際は、老婆の芝居に磨きをかけるため、事前に軍事政権下のミャンマー（当時はビルマ連邦社会主義共和国）を訪れて取材するなど、研究熱心な一面もあった。
一時は業界の一部から“バカの一つ覚え”と言われることもあったが、それを意に介さず老女役を演じ続けた。老け役として認知されてきたある日、宇野から「あんたよくババァ役ばっかりやって飽きねーな」と言われ、腹を立てて「ババァ役を初めに依頼したのはあんたでしょ」と言い返したとのことである。

## 家族
- 祖父・安藤又吉（1858年生） ‐ 岐阜・安藤喜七の三男。[24]
- 祖母・寿々（1862年生） ‐ 幕府御用達菓子商・金沢三右衛門の三女。次代の金沢三右衛門（1846年生）は東京麦酒創業者。[25][26]
- 父・安藤勝次（1885年生） ‐ 又吉・寿々の長男。洋酒問屋「大野屋」店主。[24]
- 母・らく(1890年生) ‐ 東京・島野金次郎の三女。三輪田高等女学校卒。[24][27]
- 夫・河原冬蔵 ‐ 画家
- 長男・河原朝生（1949年生） ‐ 画家。[28]
- おじ・平居（平井）均（1898年生） ‐ 日本初の創作版画画廊「版画荘」主人。商館支配人の四男として生まれ、弁護士の叔父の養子となり、東京外国語学校ドイツ語科卒業後、ドイツ光学機器輸入販売店カールツァイス社で部長を務め、養父の遺産で銀座並木通りで画廊を経営した。ブルーノ・タウトの著作の翻訳も担当した。姪の谷栄は、均の蔵書『近代劇全集』などを耽読し、新劇を志すことになったという。[29]

## 受賞
- 芸術祭奨励賞（1958年）ドラマ『帰郷』の作花小冬の演技で
- 第10回ブルーリボン賞主演女優賞（1959年）『キクとイサム』の演技で
- 第14回毎日映画コンクール女優主演賞（1959年）『キクとイサム』の演技で
- サンフランシスコ国際映画祭最優秀助演女優賞（1960年）『にあんちゃん』の演技で
- 紀伊国屋演劇賞個人賞（1972年）『泰山木の木の下で』の演技で
- ギャラクシー賞（1973年）『ラッコの金さん』『静かなる爆薬』の演技で
- 紫綬褒章（1978年）
- 紀伊国屋演劇賞個人賞（1982年）『タナトロジー』の演技で
- NHK放送文化賞（1988年）
- 第65回キネマ旬報賞主演女優賞（1991年）『大誘拐 RAINBOW KIDS』の演技で
- 第15回日本アカデミー賞最優秀主演女優賞（1991年）『大誘拐 RAINBOW KIDS』の演技で[30]
- 第46回毎日映画コンクール女優主演賞（1991年）『大誘拐 RAINBOW KIDS』の演技で
- 第1回東京スポーツ映画大賞新人賞（1991年）『大誘拐 RAINBOW KIDS』の演技で
- 紀伊国屋演劇賞個人賞（1997年）『黄落』の脚本で
- 東京都文化賞（1999年）
- 読売演劇大賞女優賞（1999年）『根岸庵律女』の演技で
- 第10回日本映画批評家大賞功労賞（2001年）[31]
- 第26回日本アカデミー賞最優秀助演女優賞（2002年）『阿弥陀堂だより』の演技で[32]
- 第76回キネマ旬報賞助演女優賞（2002年）『阿弥陀堂だより』の演技で
- 第26回山路ふみ子文化賞（2002年）

## 主な出演

### 舞台
戦前
- どん底 - ナスチャ
- 左義長まつり（とんどまつり、千切光歳作）

民衆芸術劇場
- 破戒（1948年） - 猪子夫人
- 山脈（1949年） - 村上たま

劇団民藝
- かもめ（1950年） - アルカーヂナ
- その妹（1951年） - 綾子
- 山びこ学校（1951年） - 藤三郎の母
- 炎の人（1951年） - ベルト・モリゾウ
- 厳頭の女（1952年） - 来宮愛子
- 十三階段（1952年） - メリー村島
- 五稜郭血書（1952年） - 老婆
- 神は知っていた（1954年） - マルチド・カンピオン
- 闇の力（1954年） - マトリョーナ
- 女の声（1955年） - 森京秀代
- 最後の人びと（1956年） - フェドーシャ
- アンネの日記（1956年） - エディス・フランク
- 漁船天佑丸（1957年） - トリュウス
- 島（1957年、1959年、1968年、1975年） - 川下きん
- 運命（1958年） - 英子
- 法隆寺（1959年） - 板谷しげの
- どん底（1960年） - ナースチャ
- 火山灰地（1961年） - 駒井ツタ
- 根っこ（1962年） - ビーティ・ブライアント
- オットーと呼ばれる日本人（1962年） - 宋夫人と呼ばれるアメリカ女性
- 泰山木の木の下で（1963年、1972年、1990年、2001年、2002年、2003年） - ハナ
- 初恋（1963年）
- 冬の時代（1964年）
- バラが問題だ（1966年）
- 報いられたもの（1966年）
- 鋤と星（1969年） - ミセス・ゴーガン
- にんじん（1970年） - ルピック夫人
- 輩語（1974年） - 朗読
- お尋ね者ホッツェンプロッツ（1975年）作 / 演出
- アディオス号の歌（1975年） - 千々岩たま
- 七人みさき（1976年） - 桐
- 奇蹟の人（1976年）
- 我が家は楽園（1977年） - ルーシー・クーパー
- ちいさな広場（1979年） - ドンナ・カッテ
- 家族展覧会（1979年） - ララ
- 廃屋のパーティー（1981年） - エリアーヌ・パーキントン・シンプリン
- 六道御前（1982年、石牟礼道子原作） - 六道
- 朝を見ることなく（1982年） - 呉己順
- タナトロジー（1982年） - 妻
- わたしは生きたい（1983年） - ファニー・ファレリー
- ハリウッドの反逆（1985年） - リリアン・ヘルマン
- 離れのある家（1987年） - モト
- ドストエフスキーの妻を演じる老女優（1988年） - 彼女
- 鼬（1989年） - おかじ
- ハロルドとモード（1990年） - モード
- 人を喰った話（1991年） - 婆っこ
- ガイジン（1992年） - エラード・シムズ
- 「死の三題話」脚色・出演
  - 粉本楢山節考（1993年） - おりん
  - 黄落（1998年） - 老母
  - 蕨野行（1999年） - レン
- 熊楠の家（1995年） - お品
- 波のまにまに お吉 （1996年）演出/出演 - 伊勢善のおかみ
- グラバーの息子（1997年） - 加賀マキ
- 根岸庵律女（1998年） - 八重
- かの子かんのん（2000年） - 瓜生房

### 映画
太字の題名はキネマ旬報ベストテンにランクインした作品

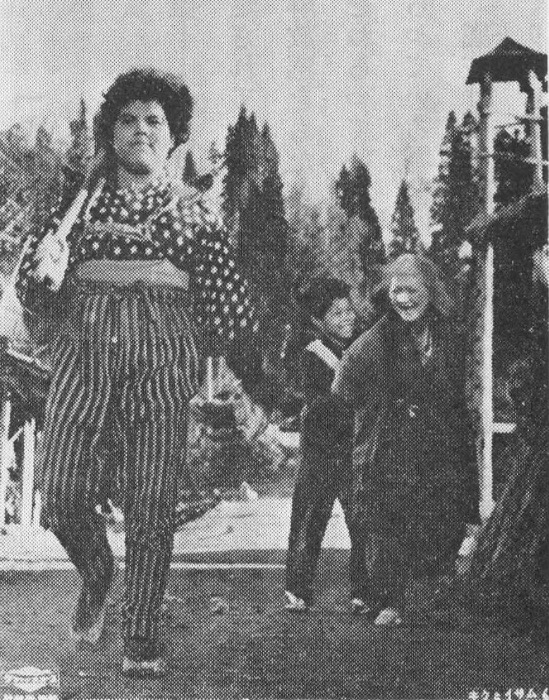
『キクとイサム』（1959年）

- 禍福（1937年、P.C.L.） - 本田さん
- 醜聞（1950年、松竹） - 蛭田やす
- 女性対男性（1950年、芸研プロ） - 母とね
- レ・ミゼラブル ああ無情（1950年、東横） - 女監督
- 恋人（1951年、新東宝） - 佐伯さん
- 男の哀愁（1951年、松竹）- バーのマダム
- 原爆の子（1952年、近代映画協会） - おとよ婆さん
- 山びこ学校（1952年、八木プロ） - 無着の母
- 慟哭（1952年、新東宝） - 須恵子の母
- 母のない子と子のない母と（1952年、新教映） - おとら小母さん
- 美女と盗賊（1952年、大映） - 猪熊のお婆
- 惜春（1952年、新東宝） - 近所の老婆
- 母なれば女なれば（1952年、キヌタプロ） - ひで
- 人生劇場（東映） - おみね
  - 第一部 青春愛欲篇（1952年）
  - 第二部 残侠風雲篇（1953年）
- 女ひとり大地を行く（1953年、キヌタプロ） - お花
- 縮図（1953年、新東宝） - お島
- 夜明け前（1953年、新東宝） - おふき
- 女の一生（1953年、新東宝） - 母とら
- 赤い自転車（1953年、第一映画） - 窓口の老婆
- 日本の悲劇（1953年、松竹） - 一造の妻すえ
- ともしび（1954年、キヌタプロ） - 仙太の祖母シマ
- 唐人お吉（1954年、北星） - おもと
- 億万長者（1954年、青俳クラブ） - 妻山子
- 太陽のない街（1954年、新星映画） - 松太郎の婆
- かくて夢あり（1954年、日活） - 母りつ
- 泥だらけの青春（1954年、日活） - 茂樹の母
- 愛と死の谷間（1954年、日活） - 石田てつ
- 東京の空の下には（1955年、日活）- 岡野ツナ
- 青春怪談（1955年、日活） - 奥村家の婆や
- 暁の合唱（1955年、大映） - 老婆
- 姉妹（1955年、東映） - しげ
- 娘の縁談（1955年、大映） - 祖母あぐり
- 女中ッ子（1955年、日活）- 雑貨屋のお婆さん
- 愛すればこそ（1955年、独立映画） - 近所のおかみさん
- 狼（1955年、近代映画協会） - 東洋生命支社町田梅部長
- こころ（1955年、日活） - 日置の母
- 自分の穴の中で（1955年、日活） - 青山の叔母
- 続警察日記（1955年、日活） - 上田八重子
- 母なき子（1955年、日活） - おしげ婆さん
- 真昼の暗黒（1956年、現代ぷろ） - 宮崎里江
- ビルマの竪琴（1956年、日活） - 物売りの婆さん
- 銀心中（1956年、民藝=日活） - 信代
- しあわせはどこに（1956年、日活） - 伯母かね
- 青春をわれらに（1956年、日活） - 朝倉女史
- わが町（1956年、日活） - おたか
- 病妻物語 あやに愛しき（1956年、民藝） - 患者
- 狙われた男（1956年、日活） - たばこ屋の婆さん
- 女優（1956年、近代映画協会） - 唖の婆さん
- 街燈（1957年、日活） - 小出の母
- 穴（1957年、大映） - 赤羽スガ
- 美徳のよろめき（1957年、日活）-女医
- 九人の死刑囚（1957年、日活） - 富子
- 童貞先生行状記（1957年、日活） - 校長先生
- オモニと少年（1958年、製作 民芸映画社） - 金おばさん
- 張込み（1958年、松竹） - 信子の母
- 有楽町で逢いましょう（1958年、大映） - 祖母
- 永遠に答えず（1958年、日活） - みつ子の養母
- 息子の結婚（1958年、大映） - 義母ますの
- 炎上（1958年、大映） - 母あき
- 娘の冒険（1958年、大映） - 祖母春子
- キクとイサム（1959年、松竹） - しげ子婆さん
- 人間の壁（1959年、山本プロ） - 和田澄江
- 鍵（1959年、大映） - はな
- その壁を砕け（1959年、日活） - 妻民子
- にあんちゃん（1959年、日活） - 坂田の婆
- あじさいの歌（1960年、日活） - 妻元子
- ぼんち（1960年、大映） - 内田まき
- 太陽の墓場（1960年、松竹） - ちか
- 婚期（1961年、大映） - 婆や
- 女房学校（1961年、大映） - 婆やのぶ
- 処刑前夜（1961年、日活） - 高村澄江
- 好人好日（1961年、松竹） - お徳婆さま
- 釈迦（1961年、大映） - スミイ（貧者の一燈の老婆）
- 松川事件（1961年、松川事件劇映画製作委員会）- 武田トモ
- 喜劇 にっぽんのお婆あちゃん（1962年、松竹） - おとぼけ婆さん・くみ
- キューポラのある街（1962年、日活） - うめ
- 赤い蕾と白い花（1962年、日活） - 岩淵かね
- 若くて、悪くて、凄いこいつら（1962年、日活） - 伯母
- あすの花嫁（1962年、日活） - 瀬川
- しろばんば（1962年、日活）- おぬい
- みんなわが子（1963年、全農映） - 房吉の母
- 非行少女（1963年、日活） - 中野静江
- 青い山脈（1963年、日活） - 家庭科教師・白木
- にっぽん昆虫記（1963年、日活） - 蟹江スマ
- 女系家族（1963年、大映） - 君枝
- 暁の合唱（1963年、宝塚映画） - 老婆
- こんにちは赤ちゃん（1964年、日活） - 五郎の母親
- 月曜日のユカ（1964年、日活）- ユカの母
- 越後つついし親不知（1964年、東映） - 留吉の老母
- 赤い殺意（1964年、日活） - 高橋きぬ
- 帝銀事件 死刑囚（1964年、日活）- 平沢貞通の妻
- にっぽん泥棒物語（1965年、東映） - 林田の母
- 日本列島（1965年、日活） - 佐々木菊子
- 鉄砲犬（1965年、大映） - 小玉きぬ
- 七人の刑事 終着駅の女（1965年） - あや婆さん
- 大魔神逆襲（1966年、大映） - 老婆かね
- 愛の賛歌（1967年、松竹） - おりん
- 北国の旅情（1967年、日活） - 金井はな
- 斜陽のおもかげ（1967年　日活） - つる
- 黒部の太陽（1968年、日活） - きく
- 肉弾（1968年、ATG） - 古本屋の婆さん
- 千羽鶴（1968年、大映） - お手伝いのおとよさん
- かげろう（1969年、近代映画協会） - 道子の隣家の漁婦
- 橋のない川（1969年、ほるぷ映画） - 畑中ぬい
- 超高層のあけぼの（1969年、東映） - 飯場の小母さん
- 喜劇 あゝ軍歌（1970年、松竹） - 婆さん
- ボクは五才（1970年、大映） - きく
- 地の群れ（1970年、えるふプロ） - 福地松子
- 婉という女（1971年、ほるぷ映画） - きさ
- 甦える大地（1971年、石原プロ） - とよ
- ごろつき無宿（1971年、東映） - 勇（高倉健）の母
- あゝ声なき友（1972年、松竹） - 老婆
- 紙芝居昭和史 黄金バットがやって来る（1972年、東宝） - ぎん
- 華麗なる一族（1974年、東宝） - 総理夫人
- 小林多喜二（1974年、多喜二プロ） - 多喜二の母
- エデンの海（1976年、東宝） - 菊
- 妖婆（1976年、松竹） - 産婆
- 人間の証明（1977年、東映） - 久之浜の老女
- 野性の証明（1978年、東映） - 松下きよ
- 事件（1978年、松竹） - 篠崎かね
- あゝ野麦峠（1979年、東宝） - お助け茶屋の老婆
- 配達されない三通の手紙（1979年、松竹） - タミ
- 月山（1979年、俳優座映画放送） - 飛鳥の老婆
- 震える舌（1980年、松竹） - 昭（渡瀬恒彦）の母
- 駅 STATION（1981年、東宝） - 三上昌代
- 真夜中の招待状（1981年、松竹）
- 疑惑（1982年、松竹） - 白河はる江
- 天城越え（1983年、松竹） - 茶店の婆さん
- 男はつらいよ 旅と女と寅次郎（1983年、松竹） - 吾作の老婆
- 危険な女たち（1985年、松竹） - 絹村ハナ
- ビルマの竪琴（1985年、東宝） - 物売りの婆さん
- ビリィ★ザ★キッドの新しい夜明け（1986年、パルコ） - 老婦人
- ゴキブリたちの黄昏（1987年、ヘラルド・エース） - トーラ
- 山田村ワルツ（1988年、松竹） - 堤ハナ
- 利休（1989年、松竹） - 大政所
- 大誘拐 RAINBOW KIDS（1990年、東宝） - 柳川とし子刀自
- 阿弥陀堂だより（2002年、東宝） - おうめ婆さん
- 黄泉がえり（2003年、東宝） - 内藤サキ ※遺作

### 劇場アニメ
- となりのトトロ（1988年、東宝） - カンタのばあちゃん[33]

### テレビドラマ
- 山一名作劇場 石中先生行状記（1957年、NTV）
- 春の孤独（1958年、NTV）
- 東芝日曜劇場（KR → TBS）
  - 第127話「窓の灯」（1959年）
  - 第403話「嫁さん」（1964年）
  - 第441話「夫よりも妻よりも」（1965年）
  - 第447話「廃市」（1965年）
  - 第497話「牛乳とブランデー」（1966年）
  - 第501話「アディオス号の歌」（1966年、RKB）
  - 第518話「海はこたえず」（1966年、HBC）
  - 第570話「子守唄由来」（1967年、RKB）
  - 第571話「わかれ」（1967年）
  - 第611話「24才その4」（1968年）
  - 第732話「いのちの歌」（1970年、CBC）
  - 第978話「終りの一日」（1975年） - 朝倉秀子
  - 第1003話「おばあちゃんの結婚」（1976年、RKB）
  - 第1144話「こぎとゆかり」（1978年11月12日、CBC） - 天野こぎ
  - 第1208話「ああ我が家」（1980年）
  - 第1219話「朝の台所」（1980年）
  - 第1235話「朝の台所その2」（1980年）
  - 第1279話「朝の台所その3」（1981年）
  - 第1401話「同行二人」（1983年、MBS）
  - 第1504話「星の旅人たち」（1985年、CBC）
  - 第1565話「お正月家族」（1987年）
  - 第1606話「サラダ記念日」（1987年）
- サンヨーテレビ劇場 おばあさん（1959年、KR）
- テレビ劇場 広島に生きる（1959年、NHK）
- 日立劇場 第30話「帰郷」（1960年、KR）
- 戦争 第7話「油」（1960年、CX）
- ここに人あり 第140話「黒い山の泉」（1960年、NHK）
- 東レサンデーステージ 第1話「足にさわった女」（1960年、NTV）
- 灰色のシリーズ 第13・14話「悪い人」（1960年、NHK）
- 東芝土曜劇場 第92話「育てる」（1960年、CX）
- 女の園 第7話「紅葉狩」（1961年、NHK）
- シャープ火曜劇場 第62話「あの鳥はもうない」（1962年、CX）
- おかあさん（TBS）
  - 第188話「情無用の家」（1963年）
  - 第292話「当世かあちゃん胸算用」（1965年）
  - 第302話「山のこえ」（1965年）
  - 第377話「蜜の味」（1967年）
- ポーラ名作劇場（NET）
  - 第28話「私たちの結婚」（1963年）
  - 第78話「華岡青洲の妻」（1967年）
- 判決（NET）
  - 第64話「永遠の人」（1964年） - 丸川きみ
  - 第95話「容疑者」（1964年）
  - 第105話「沖縄の子」（1964年）
- NHK劇場（NHK）
  - 約束（1964年）
  - 九月が来るたび（1966年）
  - 三国屋おなみ（1967年）
  - 風の鶏（1967年）
  - ここにふたたび（1968年）
  - ある夏土佐にて（1968年）
- 大河ドラマ / 太閤記（1965年、NHK） - 茶売りの老婆
- 日産スター劇場 ひやみず大作戦（1965年、NTV）
- シオノギテレビ劇場（CX）
  - あの人は帰ってこなかった（1965年）
  - 岸うつ波（1967年）
- 家庭劇場 第26話「おばあちゃんの故郷」（1965年、NHK）
- 風と樹と空と（1965年 - 1966年、NTV）
- 海より深き（1965年、RKB）
- 近鉄金曜劇場（ABC）
  - 愛とこころのシリーズ 牛と少年（1966年）
  - 愛とこころのシリーズ 杉の岬物語（1967年）
- 柚子家の法事（1966年、KTV）
- とし子さん（1966年、TBS/国際放映）-　大村ソメ
- 船場（1967年、KTV）
- 天の山（1967年、RSK）
- 水曜劇場 / 甘柿しぶ柿つるし柿（1969年、TBS）
- ややととさん（1969年、YTV）
- 大奥（1968年、関西テレビ）-　家光時代の　お坊主
- 土曜劇場 / 五代家の嫁（1970年、KTV） ※脚本：花登筐
- おくさまは18歳（1970年、TBS） - 飛鳥の祖母
- 徳川おんな絵巻 第15話「幻の姦通」・第16話「愛と野望と」（1970年、KTV） - 狂女
- 連続テレビ小説 / 繭子ひとり（1971年 - 1972年、NHK）
- 木枯し紋次郎 第2シーズン 第6話「女郎蜘蛛が泥に這う」（1972年、CX） - お甲
- 静かなる爆薬[34]（1972年、NHK） ※北林の演技でギャラクシー賞受賞
- 銀座わが町（1973年、NHK）
- おんな家族（1974年、TBS） - 山城桃子
- 前略おふくろ様（1975年、NTV） - 浅田ぎん
- 高原へいらっしゃい（1976年、TBS） - 有馬 フク江
- 新・座頭市 第1シリーズ 第13話「母の涙に市が走った」（1976年、CX） - 志乃
- 土曜ワイド劇場 / 野菊の墓（1977年、ANB）
- 特捜最前線（ANB）
  - 第41話「シクラメンは見ていた!」（1978年）
  - 第127話「裸の街I・首のない男!」・第128話「裸の街II・最後の刑事!」（1979年）
- 白い巨塔（1978年、CX） - 山田うめ
- 土曜ドラマ（NHK）
  - 失楽園'79（1979年） - 柿沼タキ
- 陽はまた昇る_(1979年のテレビドラマ) 第14話・第15話「海からの手紙（前編・後編）」(1979年、CX) - 高石いと 役
- 花王名人劇場 / 津軽三味線よされぶし（1979年、KTV）
- たとえば、愛（1979年） - 工藤とめ
- 七人の刑事 第36話「市民の海」（1979年、TBS）
- 港町純情シネマ（1980年、TBS） - 川辺清
- 24時間テレビ スペシャルドラマ / 機の音（1980年、NTV）
- カネボウヒューマンスペシャル / 小児病棟（1980年、NTV）
- 鬼平犯科帳 第2シリーズ 第6話「笹やのお熊」（1981年、ANB） - お熊
- 淋しいのはお前だけじゃない 第10話「四谷怪談」（1982年、TBS）
- 月曜ワイド劇場 / 妻たちの復讐（1983年、ANB）
- 望郷・美しき妻の別れ（1983年、CX） - 板部ヒナ
- 火曜サスペンス劇場 / 見えない橋（1984年、NTV）
- 木曜ゴールデンドラマ（YTV）
  - 千羽鶴幻想（1984年8月9日） - 秀
  - 死刑執行48時間（1984年）
- なぜか、ドラキュラ（1984年・1985年、NTV）
- 銀河テレビ小説 / 下町三人娘（1986年、NHK）
- ドラマ人間模様 / 極楽への招待（1987年、NHK）
- 宇宙飛行士エリソン・オニヅカと母（1989年、TX）
- 鬼平犯科帳 第1シリーズ 第13話「笹やのお熊」（1989年、CX） - お熊
- オレゴン日記'89（1989年、CX）
- 腕におぼえあり（1992年、NHK） - 青江きん
- 琉球の風（1993年、NHK） ※ナレーター
- 今夜もテレビで眠れない 第2話「あの人だあれ?」（1995年、TBS）
- ストップ・エイズ 20の赤いバラ（1997年、ANB）

### ドキュメンタリー
- 「詩篇・苦海浄土」ごぜ、語り（台本石牟礼道子、ディレクター木村栄文、制作RKB毎日放送）1970年芸術祭大賞 - 瞽女に扮して苦海浄土の世界を案内[35]

### ラジオドラマ
- 海暮色（1977年10月15日、NHK） - あさ 役

### 吹き替え

#### 俳優
- ベティ・デイヴィス
  - 誰が私を殺したか?
  - 何がジェーンに起ったか?
  - ポケット一杯の幸福
- ヘレン・ヘイズ
  - カリブ海の秘密
  - 魔術の殺人

#### アニメ
- 白雪姫（ディズニー 1958年日本語版） - 女王
- 眠れる森の美女（ディズニー 1960年日本語版） - マレフィセント
- シンデレラ（ディズニー1961年日本語版） - トレメイン夫人

## エッセイ集
折々にエッセイを『世界』『悲劇喜劇』『民藝の仲間』『室内』などに書き、それらをまとめたエッセイ集が2冊刊行されている。
- 『蓮以子八〇歳』 新樹社 1991/05 ISBN 4787584014
- 『九十三齢春秋』（きゅうじゅうさんれいしゅんじゅう） 岩波書店 2004/03 ISBN 4000226118

## 脚註
1. ↑  sankei おばあちゃん役で定評、女優・北林谷栄さんが死去 Archived 2010年9月14日, at the Wayback Machine. (2010.5.6 15:48)
2. ↑  asahi.com 俳優の北林谷栄さん死去 98歳、日本の「おばあさん」 Archived 2010年6月19日, at the Wayback Machine. (2010年5月6日16時36分)
3. ↑  1995年サライ13号掲載インタビュー。『上手な老い方』所収
4. ↑  『蓮以子八〇歳』
5. ↑  『九十三齢春秋』10ページ
6. 1 2  北林谷栄 日外アソシエーツ「新撰 芸能人物事典　明治～平成」コトバンク 2018年8月22日閲覧。
7. 1 2  「自画像」『蓮以子八〇歳』28-40頁
8. ↑  「「人間」を追いかけて」『九十三齢春秋』3-41頁
9. ↑  「こどもが大人になったトキ！」『九十三齢春秋』160-163頁
10. ↑  北林のエッセイによれば、信とは同時期に同じ幼稚園に通っていたらしいとのこと。
11. ↑  『九十三齢春秋』54ページ
12. ↑  「北林谷江さんのこと」『民藝の仲間』第226号1983年。『石牟礼道子全集　不知火　第14巻』（藤原書店　2008年）所収
13. ↑  「開頭手術からの生還」『蓮以子八〇歳』
14. ↑  この際、甘美な臨死体験をしたと語っている。詳細は『証言・臨死体験』および『話せばわかる』参照。
15. ↑  本編クレジットのキャスティングは風間トオルらがトップに出て来るが、実質的には北林が主演で、公開後の作品紹介では北林が主役の扱いになっている。
16. ↑  「となりのトトロ」にも…名老婆役の女優 死去していた Archived 2010年5月9日, at the Wayback Machine. スポーツニッポン 2010年5月6日閲覧
17. ↑  “おばあさん役”北林谷栄さんが死去[リンク切れ] サンケイスポーツ 2010年5月6日閲覧
18. 1 2 3 4 5  映画「阿弥陀堂だより」のDVDのメイキング映像より。
19. ↑  北林によると「宇野が演じる人物の母役で、寝小便ばかりしている設定」。
20. ↑  「生活の苦汁を着る」『蓮以子八〇歳』
21. ↑  「人はボケるにあらず」『九十三齢春秋』112-118ページ
22. ↑  1995年サライ13号掲載インタビュー。『上手な老い方』所収。
23. ↑  『完本 市川崑の映画たち』、2015年11月発行、市川崑・森遊机、洋泉社、P340
24. 1 2 3  『人事興信録 7版』1925「安藤勝次」
25. ↑  金沢三右衛門『立身致富信用公録 第6編』  國鏡社 1902
26. ↑  金沢三右衛門『東洋実業家詳伝 第3編』久保田高吉 博交館 1894
27. ↑  『大衆人事録 第3版』1930「安藤勝次」
28. ↑  北林谷栄コトバンク
29. ↑  古本夜話４５９ 明治書房、版画荘、石川淳『白描』出版・読書メモランダム、2015-03-09
30. ↑  “第15回日本アカデミー賞 優秀賞”. 日本アカデミー賞公式サイト.   日本アカデミー賞協会 (1992年3月20日). 2025年6月7日閲覧。
31. ↑  “日本映画批評家大賞 過去の受賞作品 2000年度から2009年度”. Japan Movie Critics Award.   一般社団法人日本映画批評家大賞機構. 2025年4月2日閲覧。
32. ↑  “第26回日本アカデミー賞 優秀賞”. 日本アカデミー賞公式サイト.   日本アカデミー賞協会. 2025年6月6日閲覧。
33. ↑  “となりのトトロ”.   金曜ロードSHOW!. 2016年6月5日閲覧。
34. ↑  ドラマ　静かなる爆薬 - NHK名作選（動画・静止画） NHKアーカイブス
35. ↑  「北林谷栄さんのこと」『民藝の仲間』第226号1983年。『石牟礼道子全集　不知火　第14巻』（藤原書店　2008年）所収

## 参考図書
- サライ編集部『上手な老い方―サライ・インタビュー集 橙の巻 (Serai books)　小学館 1999年（初出：『サライ』1995年13号）
- 養老 孟司『話せばわかる―養老孟司対談集 身体がものをいう』清流出版 2003年（1999年11月収録）
- 立花隆『証言・臨死体験』文藝春秋　1996年（初出：『クレア』1995年2月号ー1996年7月号）